# Mentha arvensis
La menta campestre (nome scientifico Mentha arvensis L., 1753) è una pianta perenne della famiglia delle Lamiaceae.

## Etimologia
Il nome generico (Mentha) per una pianta è stato usato per la prima volta da Gaio Plinio Secondo (Como, 23 – Stabiae, 25 agosto 79]), scrittore, ammiraglio e naturalista romano, e deriva dal nome greco "Mintha" di una ninfa dei fiumi sfortunata, figlia del dio Cocito (ma è anche un fiume mitologico), che è stata trasformata in un'erba da Persefone perché amante di Dite. L'epiteto specifico (arvensis) deriva da "arvus" e indica un habitat campestre (o "dei campi").
Il nome scientifico della specie è stato definito da Linneo (1707 – 1778), conosciuto anche come Carl von Linné, biologo e scrittore svedese considerato il padre della moderna classificazione scientifica degli organismi viventi, nella pubblicazione "Species Plantarum - 2: 577" del 1753.

## Descrizione
Queste piante arrivano ad una altezza di 10 – 60 cm. La forma biologica è emicriptofita scaposa (H scap), ossia in generale sono piante erbacee, a ciclo biologico perenne, con gemme svernanti al livello del suolo e protette dalla lettiera o dalla neve e sono dotate di un asse fiorale eretto e spesso privo di foglie. Tutte le parti delle piante sono fortemente aromatiche (odore acre-dolciastro di menta), ma con sfumature anche significative tra specie e specie. Le sostanze aromatiche (oli eterei) sono contenute all'interno di peli ghiandolari.

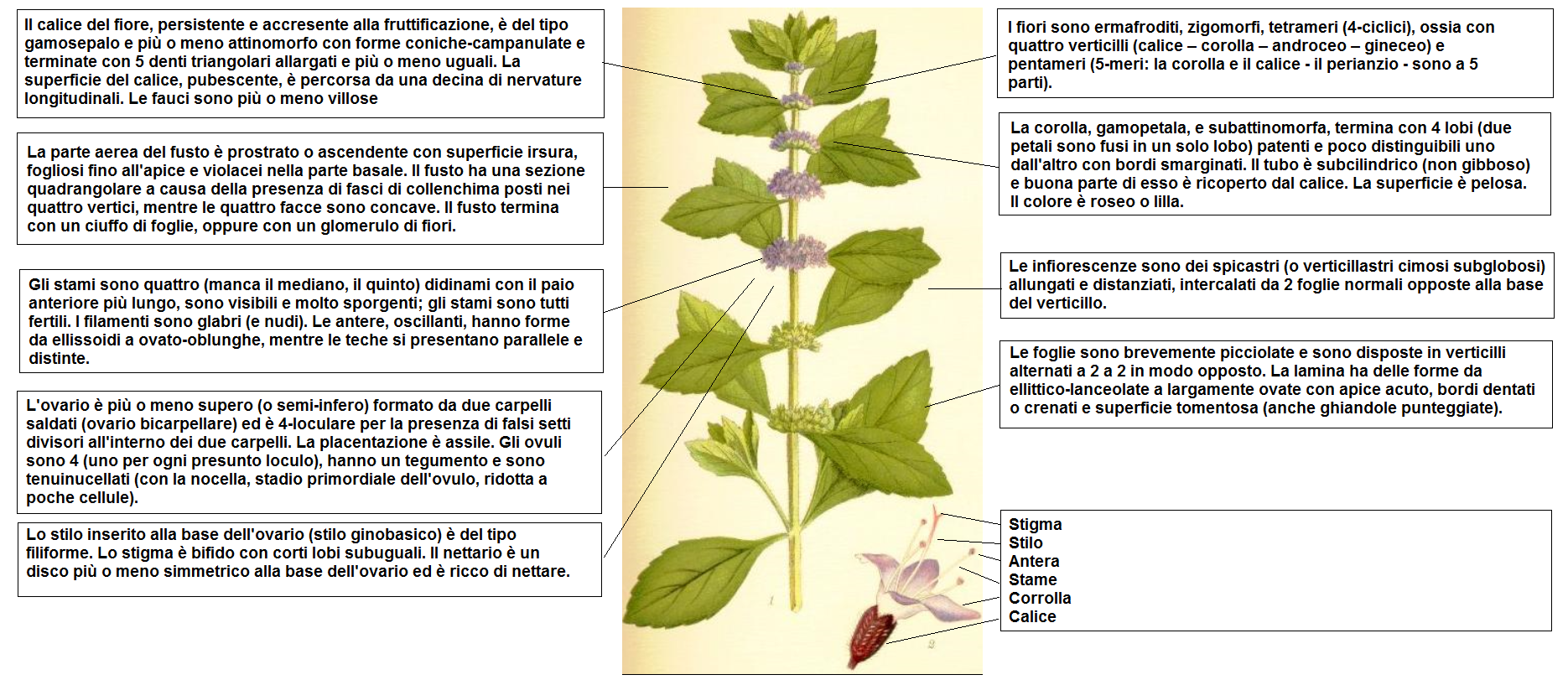
Descrizione delle parti della pianta

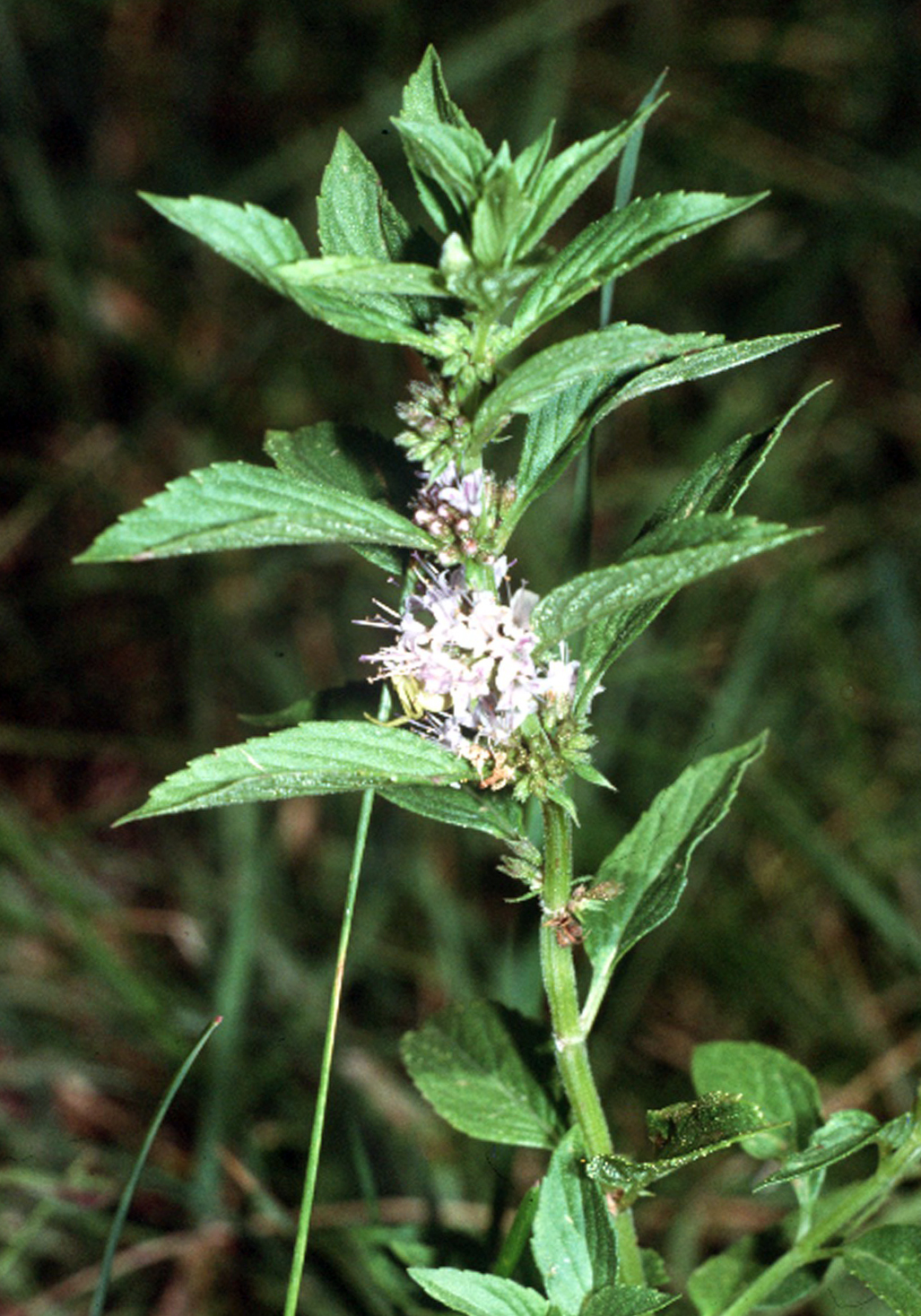
Il portamento

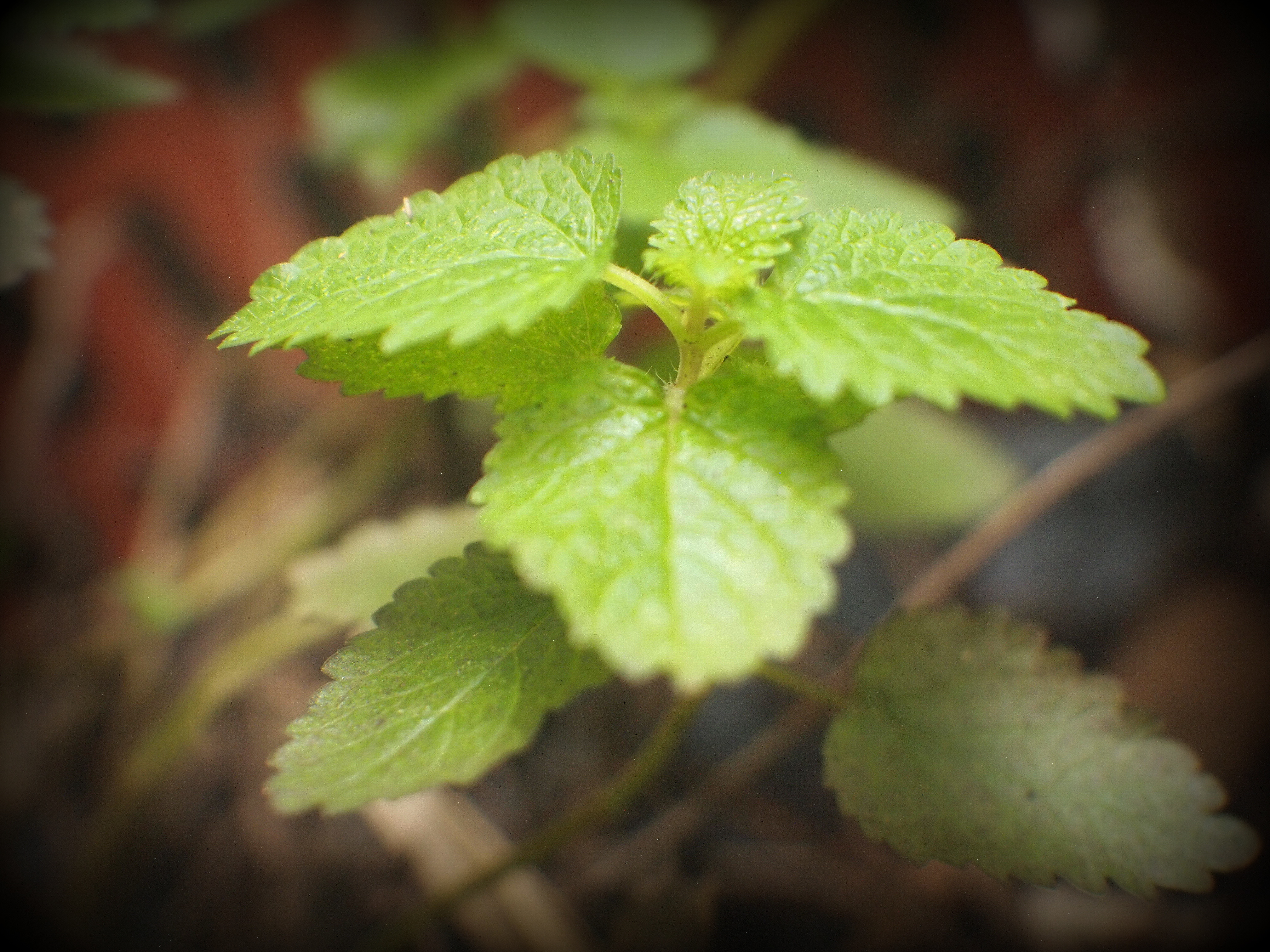
Le foglie

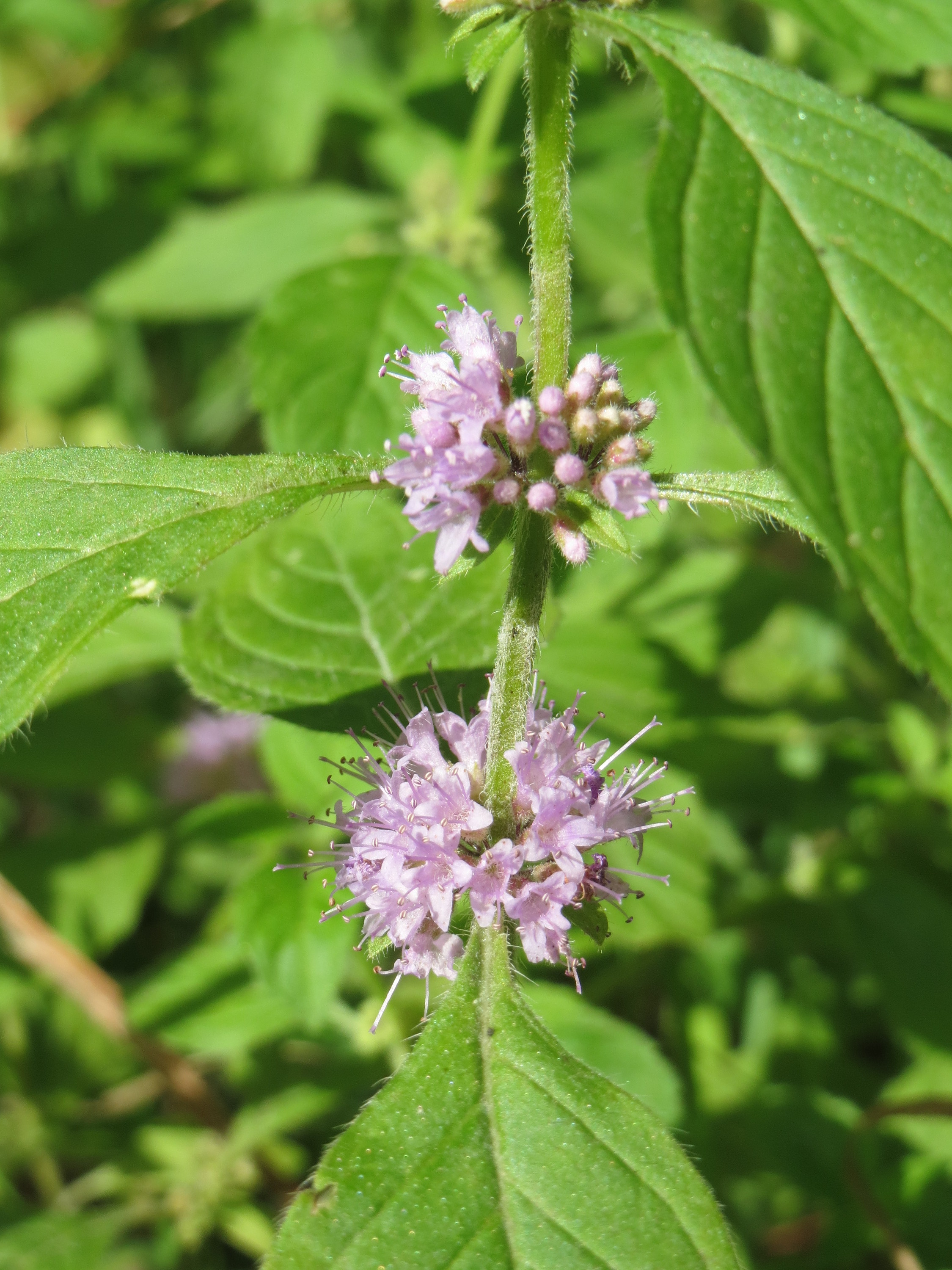
Infiorescenza

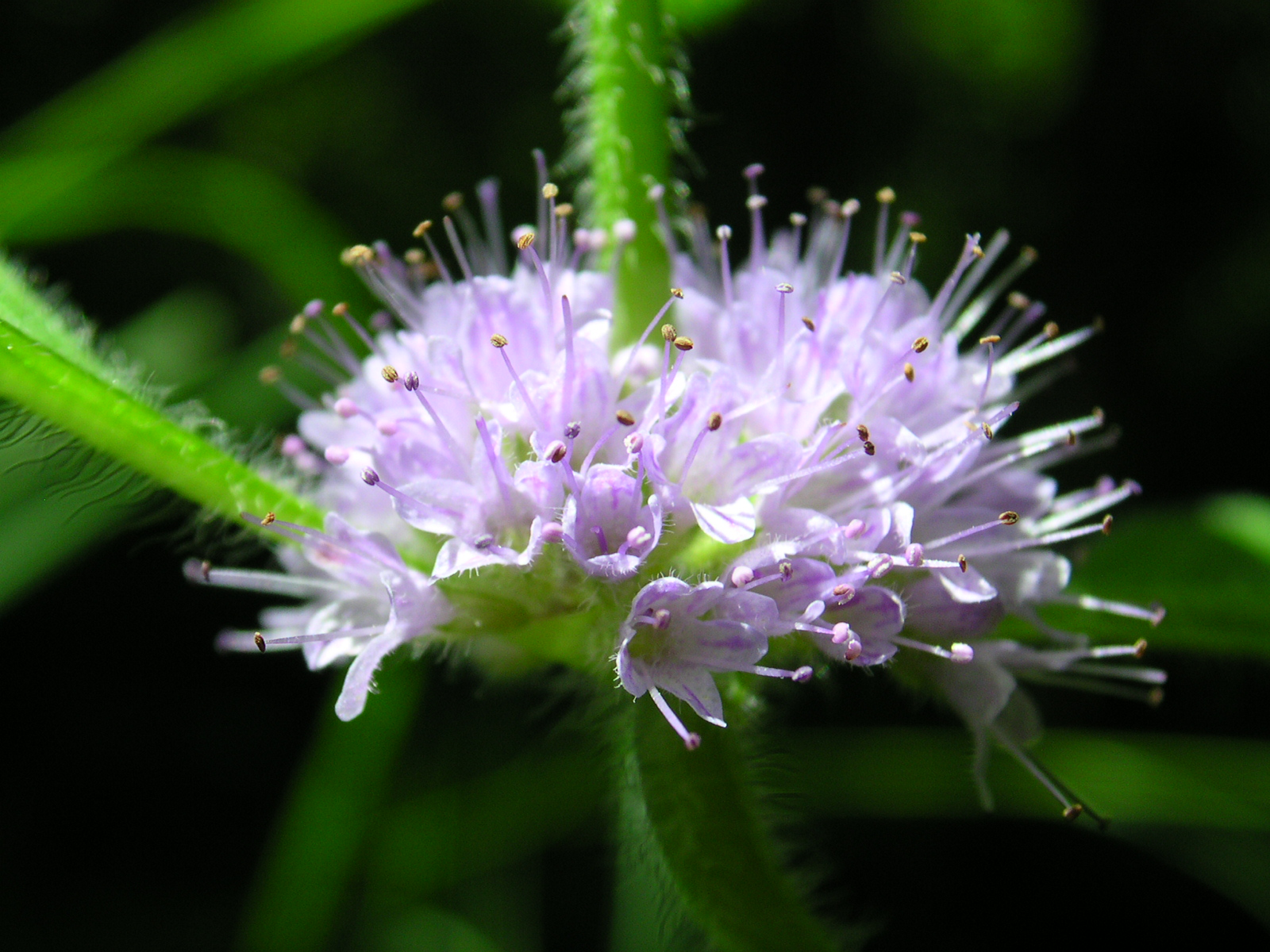
I fiori

### Radici
Le radici sono secondarie da rizoma.

### Fusto
- Parte ipogea: la parte sotterranea è un rizoma strisciante superficiale e chiaro (quasi bianco).
- Parte epigea: la parte aerea del fusto è prostrata o ascendente con superficie irsuta, fogliosa fino all'apice e violacea nella parte basale. Il fusto ha una sezione quadrangolare a causa della presenza di fasci di collenchima posti nei quattro vertici, mentre le quattro facce sono concave. Il fusto termina con un ciuffo di foglie, oppure con un glomerulo di fiori.

### Foglie
Le foglie sono brevemente picciolate e sono disposte in verticilli alternati a 2 a 2 in modo opposto. La lamina ha delle forme da ellittico-lanceolate a largamente ovate con apice acuto, bordi dentati o crenati e superficie tomentosa (anche con ghiandole punteggiate). Le stipole sono assenti. Dimensione delle foglie: larghezza 1 – 3 cm; lunghezza 2 – 5 cm. Lunghezza del picciolo: 10 mm.

### Infiorescenza
Le infiorescenze sono dei spicastri (o verticillastri cimosi subglobosi) allungati e distanziati, intercalati da 2 foglie normali opposte alla base del verticillo. Diametro del verticillo fiorale: 1,5 cm.

### Fiore
I fiori sono ermafroditi, zigomorfi, tetrameri (4-ciclici), ossia con quattro verticilli (calice – corolla – androceo – gineceo) e pentameri (5-meri: la corolla e il calice - il perianzio - sono a 5 parti). I fiori sono proterandri (protezione contro l'autoimpollinazione). Lunghezza del fiore: 4 – 6 mm.
- Formula fiorale. Per la famiglia di queste piante viene indicata la seguente formula fiorale:

X, K (5), [C (2+3), A 2+2] G (2), (supero), drupa, 4 nucule
- Calice: il calice del fiore, persistente e accrescente alla fruttificazione, è del tipo gamosepalo e più o meno attinomorfo con forme coniche-campanulate e terminate con 5 denti triangolari allargati e più o meno uguali. La superficie del calice, pubescente, è percorsa da una decina di nervature longitudinali. Le fauci sono più o meno villose. Lunghezza del calice: 1,5 - 2,5 mm.
- Corolla: la corolla, gamopetala e subattinomorfa, termina con 4 lobi (due petali sono fusi in un solo lobo) patenti e poco distinguibili uno dall'altro con bordi smarginati. Il tubo è subcilindrico (non gibboso) e buona parte di esso è ricoperto dal calice. La superficie è pelosa. Il colore è roseo o lilla. Lunghezza della corolla: 4 - 4,5 mm.
- Androceo: gli stami sono quattro (manca il mediano, il quinto) didinami con il paio anteriore più lungo, sono visibili e molto sporgenti; gli stami sono tutti fertili. I filamenti sono glabri (e nudi). Le antere, oscillanti, hanno forme da ellissoidi a ovato-oblunghe, mentre le teche si presentano parallele e distinte. I granuli pollinici sono del tipo tricolpato o esacolpato.
- Gineceo: l'ovario è più o meno supero (o semi-infero) formato da due carpelli saldati (ovario bicarpellare) ed è 4-loculare per la presenza di falsi setti divisori all'interno dei due carpelli. La placentazione è assile. Gli ovuli sono 4 (uno per ogni presunto loculo), hanno un tegumento e sono tenuinucellati (con la nocella, stadio primordiale dell'ovulo, ridotta a poche cellule).[16] Lo stilo inserito alla base dell'ovario (stilo ginobasico) è del tipo filiforme. Lo stigma è bifido con corti lobi subuguali. Il nettario è un disco più o meno simmetrico alla base dell'ovario ed è ricco di nettare.
- Fioritura: fiorisce nel periodo che va da giugno a ottobre.

### Frutti
Il frutto è uno schizocarpo composto da 4 nucule (tetrachenio) con forme globose da ovoidi a cilindroidi con la superficie da liscia a rugosa. La deiscenza è basale o laterale. Dimensione delle nucule: 1 x 1 mm.

## Riproduzione
- Impollinazione: l'impollinazione avviene tramite insetti tipo ditteri e imenotteri, raramente lepidotteri (impollinazione entomogama).[10][17] Probabilmente sono i ditteri i maggiori impollinatori di questa pianta in quanto sono insetti che con maggiore insistenza si aggirano per le stazioni ricche di acqua, zone preferite da queste piante.[2]
- Riproduzione: la fecondazione avviene fondamentalmente tramite l'impollinazione dei fiori (vedi sopra).
- Dispersione: i semi cadendo a terra (dopo essere stati trasportati per alcuni metri dal vento – disseminazione anemocora) sono successivamente dispersi soprattutto da insetti tipo formiche (disseminazione mirmecoria). I semi hanno una appendice oleosa (elaisomi, sostanze ricche di grassi, proteine e zuccheri) che attrae le formiche durante i loro spostamenti alla ricerca di cibo.[18]

## Distribuzione e habitat

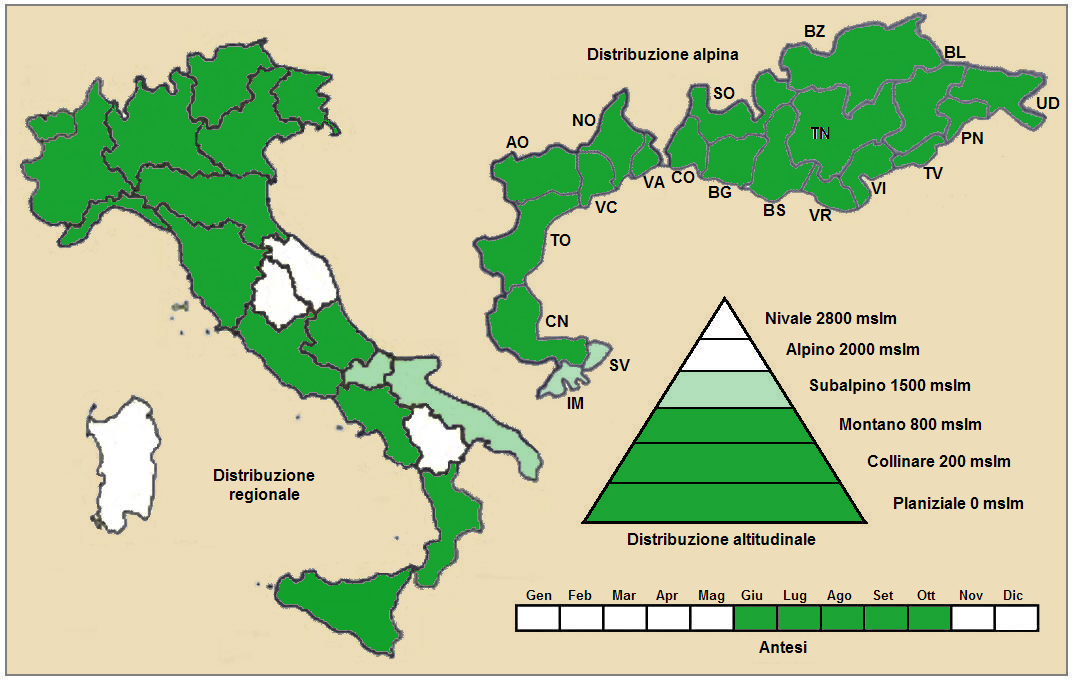
Distribuzione della pianta
(Distribuzione regionale – Distribuzione alpina)

- Geoelemento: il tipo corologico (area di origine) è Circumboreale o anche Eurosiberiano / Nord Americano.
- Distribuzione: questa specie è comune al Nord dell'Italia; al Centro e al Sud ha una distribuzione discontinua. Fuori dall'Italia, sempre nelle Alpi, questa specie si trova in Francia (dipartimenti di Alpes-Maritimes, Savoia e Alta Savoia), Svizzera (tutti i cantoni), Austria (tutti i Länder) e Slovenia. Sugli altri rilievi europei collegati alle Alpi si trova nella Foresta Nera, Vosgi, Massiccio del Giura, Massiccio Centrale, Pirenei, Monti Balcani e Carpazi.[20] Nel resto dell'Europa si trova ovunque, compresa l'Anatolia e la Transcaucasia.[21]
- Habitat: l'habitat tipico per questa specie sono gli incolti, i prati umidi e i campi. Il substrato preferito è siliceo/calcareo ma anche siliceo con pH acido, alti valori nutrizionali del terreno che deve essere mediamente umido.[20]
- Distribuzione altitudinale: sui rilievi queste piante si possono trovare fino a 1600 m s.l.m.; frequentano quindi i seguenti piani vegetazionali: collinare, montano e in parte quello subalpino (oltre a quello planiziale – a livello del mare).

### Fitosociologia

#### Areale alpino
Dal punto di vista fitosociologico alpino Mentha arvensis appartiene alla seguente comunità vegetale:
- Formazione: delle comunità terofitiche pioniere nitrofile

- Classe: Stellarietea mediae

- Ordine: Centaureetalia cyani

#### Areale italiano
Per l'areale completo italiano Mentha arvensis appartiene tra le altre alla seguente comunità vegetale:
- Macrotipologia: vegetazione anfibia di fiumi, sorgenti e paludi.

- Classe: Phragmito australis-magnocaricetea elatae Klika in Klika & Novák 1941

- Ordine: Phragmitetalia australis Koch 1926

- Alleanza: Phragmition communis Koch 1926

- Suballeanza: Phragmitenion communis Rivas-Martínez in Rivas-Martínez, Costa, Castroviejo & E. Valdés 1980

Descrizione: la suballeanza Phragmitenion communis è relativa a vegetazione costituita da graminacee alte, sensibili ai periodi di emersione e comprende tutte le associazioni che sono strettamente legate ad ambienti di acqua dolce, distinguendosi quindi da altre suballeanza come Scirpenion maritimi relative a comunità di ambienti salmastri. Questa associazione è potenzialmente distribuita su tutto il territorio italiano. Inoltre è caratterizzata da una certa ricchezza floristica, ma sono presenti anche popolamenti monospecifici, caratterizzati da individui che si riproducono per via vegetativa. Le cenosi del Phragmitenion communis colonizzano le aree marginali dei sistemi di acqua dolce italiani; sono quindi tipici delle zone prossime alla costa dei laghi, alle rive dei fiumi e delle aree umide ad essi limitrofi.
Specie presenti nell'associazione:  Lythrum salicaria, Lycopus europaeus, Calystegia sepium, Agrostis stolonifera, Bidens frondosa, Bidens tripartita,
Mentha aquatica, Schoenoplectus lacustris, Alisma plantago-aquatica, Veronica anagallis-aquatica, Sparganium erectum, Typha latifolia, Phalaris arundinacea, Glyceria maxima.
Altre alleanze per questa specie sono:
- Suball. Scirpenion maritimi Rivas-Martínez, Costa, Castroviejo & E. Valdés 1980
- Suball. Juncenion maritimi Géhu & Biondi ex Géhu in Bardat, Bioret, Botineau, Boullet, Delpech, Géhu, Haury, Lacoste, Rameau, Royer, Roux & Touffet 2004
- Suball. Thlaspienion stylosi Avena & Bruno 1975
- All.Adenostylion alpinae Castelli et al. ex Castelli, Biondi & Ballelli in Biondi, Allegrezza, Casavecchia, Galdenzi, Gasparri, Pesaresi, Vagge & Blasi 2014
- Suball. Hypochoerenion achyrophori Biondi & Guerra 2008
- Suball. Ononidenion ornithopodioides  Biondi & Guerra 2008
- Suball. Cerastio arvensis-Cynosurenion cristati Blasi, Tilia, Rosati, Del Vico, Copiz, Ciaschetti, Burrascano 2012
- Suball. Trifolio resupinati-Cynosurenion cristati Blasi, Tilia, Rosati, Del Vico, Copiz, Ciaschetti, Burrascano 2012
- Suball. Danthonio decumbentis-Caricenion insularis Farris, Secchi, Rosati &Filigheddu 2013
- Suball. Berberidenion vulgaris Géhu, Foucault & Delelis-Dussolier 1983
- All. Osmundo regalis-Alnion glutinosae (Br.-Bl., P. Silva & Rozeira 1956) Dierschke & Rivas-Martínez in Rivas-Martínez 1975
- Suball. Hyperico hircini-Alnenion glutinosae Dierschke 1975
- Suball. Ulmenion minoris  Oberd. 1953
- Suball. Lathyro veneti-Fagenion sylvaticae Zitti, Casavecchia, Pesaresi, Taffetani & Biondi 2014
- Suball. Ostryo carpinifoliae-Tilienion platyphylli Košir, Carni & Di Pietro 2008
- Suball. Lonicero caprifoliae-Carpinenion betuli Vukelic in Marincek 1994
- Suball. Pulmonario apenninae-Carpinenion betuli Biondi, Casavecchia, Pinzi, Allegrezza & Baldoni ex Biondi, Casavecchia, Pinzi, Allegrezza & Baldoni in Biondi, Allegrezza, Casavecchia, Galdenzi, Gigante & Pesaresi 2013
- Suball. Roso serafinii-Juniperenion nanae Brullo, Giusso del Galdo & Guarino 2001
- All. Epipactido atropurpureae-Pinion mugo Stanisci 1997
- Suball. Piceenion excelsae Pawlowski in Pawlowski, Sokolowski & Wallisch 1928
- Suball. Chrysanthemo rotundifoliae-Piceenion (Krajina 1933) Aeschimann et al. 2004

## Tassonomia
La famiglia di appartenenza del genere (Lamiaceae), molto numerosa con circa 250 generi e quasi 7000 specie, ha il principale centro di differenziazione nel bacino del Mediterraneo e sono piante per lo più xerofile (in Brasile sono presenti anche specie arboree). Per la presenza di sostanze aromatiche, molte specie di questa famiglia sono usate in cucina come condimento, in profumeria, liquoreria e farmacia. La famiglia è suddivisa in 7 sottofamiglie: il genere Mentha è descritto nella tribù Mentheae (sottotribù Menthinae) che appartiene alla sottofamiglia Nepetoideae.
All'interno del genere, relativamente alle specie della flora spontanea italiana, la Mentha arvensis è descritta all'interno della sezione Verticillatae caratterizzata da un calice quasi regolare, una corolla non gibbosa (con calice e corolla entrambi pelosi) e infiorescenze formate da verticillastri tutti ascellari e asse terminante da un ciuffo di foglie.
Il numero cromosomico di M. arvensis è: 2n = 36 e 72.

### Variabilità, sottospecie e ibridi
La specie Mentha arvensis è polimorfa e ibridogena. Sandro Pignatti nella "Flora d'Italia" per il territorio italiano descrive una decina di varietà tra sottospecie, ibridi e subibridi non sempre riconosciuti da altre checklist. Lo schema seguente utilizza in parte il sistema delle chiavi analitiche per descrivere alcune di queste varietà presenti sul territorio italiano.
- Gruppo 1A: il tubo corollino all'interno ha un anello di peli;

- Gruppo 2A: la pianta ha un odore acre; il calice ha la forma di un cono e l'interno è quasi glabro; i denti del calice sono triangolari subequilateri;

- Gruppo 3A: la base delle foglie è più o meno arrotondata;

- Mentha arvensis subsp. arvensis: è la stirpe più comune.

- Gruppo 3B: la base delle foglie è ristretta a cuneo;

- Mentha arvensis subsp. austriaca (Jacq.) Briq.: la pianta ha una pelosità densa; il picciolo delle foglie è più breve del verticillastro. Distribuzione: Alpi Orobiche.
- Mentha arvensis subsp. parietariifolia (Becker) Briq.: la pianta ha una pelosità scarsa; il picciolo delle foglie è più lungo del verticillastro. Distribuzione: Alpi Orobiche.

- Gruppo 2A: la pianta ha un odore aromatico simile alla Mentha aquatica; il calice ha la forma di un cilindro e l'interno è villoso; i denti del calice sono ridotti alla sola nervatura (forma subulata);

- Mentha x verticillata L., 1759 (Ibrido tra M. arvensis e M. aquatica): è un ibrido raro. Distribuzione: Alpi e Pianura Padana.

Gruppo 1B: il tubo corollino è glabro e con pochi peli interni (è privo dell'anello di peli); 
Gruppo 4A: il calice è villoso fino alla base; i denti del calice sono più lunghi che larghi;
Gruppo 5A: il colore delle piante varia da grigiastro a biancastro con portamento abbastanza slanciato; il fusto è ricoperto da peli semplici e appressati; la forma delle foglie è stretta, con base acuta e nervatura appena reticolata; 
- Mentha x dalmatica Tausch, 1828 (Ibrido tra M. arvensis e M. longifolia): abbastanza comune. Distribuzione: Trieste.

Gruppo 5B: il colore delle piante varia da verdastro a grigiastro con portamento meno slanciato; il fusto è ricoperto da peli più o meno diritti misti a peli crespi (poco ramosi); la forma delle foglie è allargata, con base cuneata o più o meno arrotondata; 
- Mentha x carinthiaca Host, 1831 (Ibrido tra M. arvensis e M. suaveolens): la base delle foglie è arrotondata e la nervatura sulla pagina inferiore è sporgente e reticolata; talvolta le foglie superiori sono più grandi di quelle mediane. È un ibrido rarissimo. Distribuzione: Carnia e Verona. (sinonimo Mentha x muellerana F.W. Schultz)
- Mentha x gentilis L., 1753 subhyb. veronensis (Ibrido tra M. aquatica e M. spicata subsp. spicata): la base delle foglie è cuneata e la nervatura è appena sporgente; le foglie superiori sono sempre più piccole di quelle mediane. È un ibrido abbastanza comune. Distribuzione: Prealpi Vicentine e Verona.

Gruppo 4B: il calice è glabro (spesso è ghiandoloso);
- Mentha x gentilis L., 1753 subhyb. piperita (Ibrido tra M. aquatica e M. spicata subsp. glabrata): le foglie sono opache, quelle superiori sono sessili e molto poco più piccole di quelle inferiori; il calice ha una forma conica (campanulata) con dei denti triangolari acuti e brevi. È un ibrido talvolta coltivato negli orti. Distribuzione: Italia Settentrionale.
- Mentha x smithiana R.A. Graham, 1949 (Ibrido tra M. arvensis, M. aquatica e M. spicata): le foglie sono più o meno lucide, quelle superiori sono brevemente picciolate e molto più piccole di quelle inferiori (spesso sono bratteiformi); il calice ha una forma cilindrica con i denti ridotti alla sola nervatura. È un ibrido molto raro; talvolta è coltivato negli orti. Distribuzione: Friuli, Carnia, Verona e Alto Adige.

### Sinonimi
Questa entità ha avuto nel tempo diverse nomenclature. L'elenco seguente indica alcuni tra i sinonimi più frequenti:
Sinonimi di Mentha arvensis
- Calamintha arvensis (L.) Garsault
- Mentha agrestis Hegetschw.
- Mentha agrestis Sole
- Mentha agrestis var. subrotunda Schur ex Heinr.Braun
- Mentha albae-carolinae Heinr.Braun
- Mentha alberti Sennen
- Mentha allionii Boreau
- Mentha angustifolia Schreb.
- Mentha anomala Hérib.
- Mentha approximata (Wirtg.) Strail
- Mentha arenaria Topitz
- Mentha arguta Opiz
- Mentha argutissima Borbás & Heinr.Braun
- Mentha argutissima var. recedens Heinr.Braun
- Mentha argutissima var. subpilosa Topitz
- Mentha arvensihirsuta Wirtg.
- Mentha arvensis f. adrophylloides Topitz
- Mentha arvensis var. agrestis (Sole) Sm.
- Mentha arvensis subsp. agrestis (Sole) Briq.
- Mentha arvensis f. albensis Topitz
- Mentha arvensis var. allionii (Boreau) Baker
- Mentha arvensis f. alverniensis Topitz
- Mentha arvensis f. ambleodonta Topitz
- Mentha arvensis var. angustifolia (Schreb.) Rouy
- Mentha arvensis var. approximata Wirtg.
- Mentha arvensis var. araiodonta Topitz
- Mentha arvensis var. argutissima (Borbás & Heinr.Braun) Topitz
- Mentha arvensis subsp. austriaca (Jacq.) Briq.
- Mentha arvensis var. austriaca (Jacq.) Briq.
- Mentha arvensis var. axioprepa Briq.
- Mentha arvensis var. badensis (C.C.Gmel.) Briq.
- Mentha arvensis var. beckeriana Rouy
- Mentha arvensis f. borsodensis Topitz
- Mentha arvensis f. bracteoligera Topitz
- Mentha arvensis var. campeomischos Topitz
- Mentha arvensis f. campicola (Heinr.Braun) Topitz
- Mentha arvensis f. campylocormos Topitz
- Mentha arvensis f. confertidens Topitz
- Mentha arvensis var. crispa Benth.
- Mentha arvensis var. cryptodonta Topitz
- Mentha arvensis var. cuneifolia Lej. & Courtois
- Mentha arvensis f. cuneisecta Topitz
- Mentha arvensis var. cyrtodonta Topitz
- Mentha arvensis var. deflexa (Dumort.) Nyman
- Mentha arvensis f. deflexa (Dumort.) Topitz
- Mentha arvensis var. diaphana Briq.
- Mentha arvensis var. diffusa (Lej.) Rchb.
- Mentha arvensis f. diffusa (Lej.) Topitz
- Mentha arvensis var. distans (Heinr.Braun ex Formánek) Heinr.Braun
- Mentha arvensis f. divaricata Topitz
- Mentha arvensis f. divergens Topitz
- Mentha arvensis f. dolichophylla (Borbás ex Topitz) Topitz
- Mentha arvensis f. domita Heinr.Braun ex Topitz
- Mentha arvensis var. domita (Heinr.Braun ex Topitz) Topitz
- Mentha arvensis var. dubia Schreb. ex Strail
- Mentha arvensis var. duftschmidii Topitz
- Mentha arvensis f. durolleana Topitz
- Mentha arvensis var. foliicoma (Opiz ex Déségl.) Topitz
- Mentha arvensis subsp. fontana (Weihe ex Strail) Nyman
- Mentha arvensis var. fontana (Weihe ex Strail) Topitz
- Mentha arvensis f. gallica Topitz
- Mentha arvensis f. garonnensis Topitz
- Mentha arvensis var. ginsiensis (Heinr.Braun ex Trautm.) Soó
- Mentha arvensis var. glabriuscula W.D.J.Koch
- Mentha arvensis var. hillebrandtii (Ortmann ex Malinv.) Briq.
- Mentha arvensis f. hirticalyx Heinr.Braun ex Topitz
- Mentha arvensis var. hispidula Soó
- Mentha arvensis f. holubyana Topitz
- Mentha arvensis var. hostii (Boreau) Rouy
- Mentha arvensis f. hymenophylla Topitz
- Mentha arvensis var. illecebrosa Briq.
- Mentha arvensis var. lamprophyllos (Borbás ex Heinr.Braun) Soó
- Mentha arvensis var. lanceolata Becker
- Mentha arvensis f. lanceolata (Becker) Topitz
- Mentha arvensis subsp. lapponica (Wahlenb.) Nyman
- Mentha arvensis f. licaensis Topitz
- Mentha arvensis f. losarvensis Topitz
- Mentha arvensis f. lucorum Topitz
- Mentha arvensis f. macrodonta Topitz
- Mentha arvensis var. major Lej. & Courtois
- Mentha arvensis var. marrubiastrum F.W.Schultz
- Mentha arvensis var. melanochroa Briq.
- Mentha arvensis var. minor Becker
- Mentha arvensis var. multiflora (Host) Nyman
- Mentha arvensis f. mutabilis Topitz
- Mentha arvensis f. neesiana Topitz
- Mentha arvensis var. nobilis Topitz
- Mentha arvensis f. nummularia (Schreb.) Topitz
- Mentha arvensis f. obtusidentata Topitz
- Mentha arvensis var. obtusifolia Lej. & Courtois
- Mentha arvensis f. ocymoides Topitz
- Mentha arvensis f. olynthodos Topitz
- Mentha arvensis f. pacheri Topitz
- Mentha arvensis f. pacheriana Topitz
- Mentha arvensis var. palitzensis Topitz
- Mentha arvensis f. palustris Topitz
- Mentha arvensis subsp. parietariifolia (Becker) Briq.
- Mentha arvensis var. parietariifolia Becker
- Mentha arvensis var. parviflora Boenn.
- Mentha arvensis var. pascuorum Topitz
- Mentha arvensis f. pastoritia Topitz
- Mentha arvensis var. pegaia Topitz
- Mentha arvensis f. plagensis Topitz
- Mentha arvensis var. praeclara (Topitz) Topitz
- Mentha arvensis var. praecox (Sole) Sm.
- Mentha arvensis var. procumbens Becker
- Mentha arvensis f. procumbens (Thuill.) Topitz
- Mentha arvensis f. pseudoagrestis Topitz
- Mentha arvensis f. pulegiformis (Heinr.Braun) Topitz
- Mentha arvensis var. radicans Boenn.
- Mentha arvensis f. regularis Topitz
- Mentha arvensis var. riparia Fr.
- Mentha arvensis var. sabranskyi Topitz
- Mentha arvensis f. salebrosa (Boreau) Topitz
- Mentha arvensis var. salicetorum (Borbás) Soó
- Mentha arvensis f. savensis Topitz
- Mentha arvensis f. serpentina Topitz
- Mentha arvensis f. setigera Topitz
- Mentha arvensis var. silvicola Topitz
- Mentha arvensis var. simplex Timb.-Lagr.
- Mentha arvensis var. slichoviensis (Opiz) Topitz
- Mentha arvensis f. sphenophylla Topitz
- Mentha arvensis var. stenodonta (Borbás) Soó
- Mentha arvensis f. styriaca Topitz
- Mentha arvensis f. subarguta Topitz
- Mentha arvensis var. subcordata Rouy
- Mentha arvensis f. subrotunda (Schur ex Heinr.Braun) Topitz
- Mentha arvensis f. suecica Topitz
- Mentha arvensis subsp. sylvatica (Host) Briq.
- Mentha arvensis var. sylvatica (Host) Briq.
- Mentha arvensis f. sylvatica (Host) Topitz
- Mentha arvensis f. tenuifolia Topitz
- Mentha arvensis var. varians (Host) Topitz
- Mentha arvensis f. vicearvensis Topitz
- Mentha arvicola Pérard
- Mentha atrovirens Host
- Mentha austriaca Jacq.
- Mentha austriaca var. salicetorum Borbás
- Mentha badensis J.Fellm. ex Ledeb.
- Mentha badensis C.C.Gmel.
- Mentha baguetiana Strail
- Mentha barbata Opiz ex Déségl.
- Mentha × brachystachya var. stenodonta Borbás
- Mentha bracteolata Opiz ex Déségl.
- Mentha campestris Schur
- Mentha campicola Heinr.Braun
- Mentha collina Topitz
- Mentha cuneifolia (Lej. & Courtois) Domin
- Mentha deflexa Dumort.
- Mentha densiflora Opiz
- Mentha densifoliata Strail
- Mentha diffusa Lej.
- Mentha dissitiflora Sennen
- Mentha distans Heinr.Braun ex Formánek
- Mentha divaricata Host
- Mentha divergens Topitz
- Mentha dubia Schleich. ex Suter
- Mentha duffourii Sennen
- Mentha duftschmidii (Topitz) Trautm.
- Mentha duftschmidii Topitz
- Mentha ehrhartiana Lej. & Courtois
- Mentha exigua Lucé
- Mentha flagellifera Schur
- Mentha flexuosa Strail
- Mentha florida Tausch ex Heinr.Braun
- Mentha fochii Sennen
- Mentha foliicoma Opiz ex Déségl.
- Mentha fontana Weihe ex Strail
- Mentha fontana var. brevibracteata Topitz
- Mentha fontana var. conferta Topitz
- Mentha fontqueri Sennen
- Mentha fossicola Heinr.Braun
- Mentha gallica (Topitz) Domin
- Mentha gentiliformis Strail
- Mentha gentilis Georgi
- Mentha gintliana Opiz ex Déségl.
- Mentha gracilescens Opiz ex Strail
- Mentha graveolens Opiz
- Mentha hakka Siebold
- Mentha hillebrandtii Ortmann ex Malinv.
- Mentha hispidula Borbás
- Mentha hostii Boreau
- Mentha hostii var. arvina Topitz
- Mentha intermedia Nees ex Bluff & Fingerh.
- Mentha jahniana Heinr.Braun & Topitz
- Mentha joffrei Sennen
- Mentha kitaibeliana Heinr.Braun ex Haring
- Mentha lamiifolia Host
- Mentha lamprophyllos Borbás ex Heinr.Braun
- Mentha lanceolata Benth.
- Mentha lanceolata (Becker) Heinr.Braun
- Mentha lanceolata var. sublanata Heinr.Braun
- Mentha lapponica Wahlenb.
- Mentha lata Opiz ex Déségl.
- Mentha lata var. agraria Heinr.Braun
- Mentha latifolia Host
- Mentha latissima Schur
- Mentha laxa Host
- Mentha longibracteata Heinr.Braun
- Mentha maculata Host
- Mentha marrubiastrum (F.W.Schultz) Heinr.Braun
- Mentha melissifolia Host
- Mentha minor Opiz ex Déségl.
- Mentha moenchii Pérard
- Mentha moldavica Topitz
- Mentha mosana Lej. & Courtois
- Mentha multiflora Host
- Mentha multiflora var. serpentina Topitz
- Mentha mutabilis (Topitz) Domin
- Mentha neesiana Opiz ex Rochel
- Mentha nemorosa Host
- Mentha nemorum Boreau
- Mentha nobilis Weihe ex Fingerh.
- Mentha nummularia Schreb.
- Mentha obtusata Opiz
- Mentha obtusodentata (Topitz) Domin
- Mentha ocymoides Host
- Mentha odorata Opiz ex Déségl.
- Mentha origanifolia Host
- Mentha ovata Schur
- Mentha palitzensis Topitz
- Mentha paludosa Nees ex Bluff & Fingerh.
- Mentha palustris Moench
- Mentha palustris var. reflexifolia Strail
- Mentha parietariifolia (Becker) Boreau
- Mentha parietariifolia var. ginsiensis Heinr.Braun ex Trautm.
- Mentha parvifolia Opiz
- Mentha parvula Topitz
- Mentha pascuorum (Topitz) Trautm.
- Mentha pastoris Sennen
- Mentha piersiana Borbás
- Mentha pilosa Spreng. ex Wallr.
- Mentha pilosella Pérard
- Mentha plagensis Topitz
- Mentha plicata Opiz
- Mentha polymorpha Host
- Mentha praeclara Topitz
- Mentha praecox Sole
- Mentha praticola Opiz
- Mentha procumbens Thuill.
- Mentha procumbens var. ehrhartiana (Lej. & Courtois) Heinr.Braun
- Mentha procumbens var. rigida (Strail) Heinr.Braun
- Mentha procumbens var. ruralis (Pérard) Heinr.Braun
- Mentha procumbens var. salebrosa (Boreau) Heinr.Braun
- Mentha procumbens var. segetalis (Opiz) Heinr.Braun
- Mentha procumbens var. uliginosa Heinr.Braun
- Mentha prostrata Host
- Mentha pulchella Host
- Mentha pulchella var. approximata Heinr.Braun
- Mentha pulegiformis Heinr.Braun
- Mentha pumila Host
- Mentha rigida Strail
- Mentha rothii Nees ex Bluff & Fingerh.
- Mentha rotundata Opiz
- Mentha ruderalis Topitz
- Mentha ruralis Pérard
- Mentha salebrosa Boreau
- Mentha sativa Roxb.
- Mentha × sativa var. flexuosa Becker
- Mentha × sativa var. gracilis Becker
- Mentha × sativa var. subrotundifolia Becker
- Mentha schreberi Pérard
- Mentha scrophulariifolia Lej. & Courtois
- Mentha segetalis Opiz
- Mentha silvicola Heinr.Braun
- Mentha simplex Host
- Mentha slichoviensis Opiz
- Mentha slichoviensis var. campicola (Heinr.Braun) Heinr.Braun
- Mentha slichoviensis var. fossicola (Heinr.Braun) Heinr.Braun
- Mentha sparsiflora Heinr.Braun
- Mentha sparsiflora var. paschorum Topitz
- Mentha subcollina Topitz
- Mentha subcordata Colla ex Lamotte
- Mentha subfontanea Topitz
- Mentha subinodora Schur
- Mentha sylvatica Host
- Mentha tenuicaulis Strail
- Mentha tenuifolia Host
- Mentha thayana Heinr.Braun
- Mentha uliginosa Strail
- Mentha vanhaesendonckii Strail
- Mentha varians Host
- Mentha verisimilis Strail
- Mentha × verticillata var. arguta (Opiz) Rouy
- Mentha × verticillata var. moenchiana Rouy
- Mentha × verticillata var. obtusata (Opiz) Rouy
- Mentha × verticillata var. origanifolia Rouy
- Mentha × verticillata f. rothii (Nees ex Bluff & Fingerh.) Topitz
- Mentha viridula Host

Sinonimi dell'ibrido Mentha x verticillata
- Mentha × abruptifolia Borbás ex Heinr.Braun
- Mentha × acinifolia Borbás ex Heinr.Braun
- Mentha × acutifolia Sm.
- Mentha × acutiserrata Opiz
- Mentha × agardhiana Hartm.
- Mentha alata W.D.J.Koch [Spelling variant]
- Mentha × amplissima (T.Durand) Strail
- Mentha aquatica var. acuta Heinr.Braun ex Briq.
- Mentha aquatica var. pilosa (Spreng.) Fr.
- Mentha aquatica subsp. verticillata Fr.
- Mentha × arvensiaquatica Timb.-Lagr.
- Mentha × austiana Heinr.Braun
- Mentha × ballotifolia Opiz
- Mentha × belgradensis Heinr.Braun
- Mentha × beneschina Opiz ex Déségl.
- Mentha × biserrata Opiz ex Déségl.
- Mentha × bracteosa Strail
- Mentha × brauniana Topitz
- Mentha × brevicomosa Topitz
- Mentha × brevidentata Strail
- Mentha × calaminthoides Heinr.Braun
- Mentha × cechobrodensis Opiz
- Mentha × clinopodiifolia Heinr.Braun
- Mentha × coerulea Opiz
- Mentha × comosa Westerl.
- Mentha × conspicua Topitz
- Mentha × crenata Becker
- Mentha × crenatifolia Strail
- Mentha × diversifolia Dumort.
- Mentha × durandiana Strail
- Mentha × elata Host
- Mentha × elata var. amplissima T.Durand
- Mentha × fallax Pérard ex Déségl.
- Mentha × galeopsifolia Opiz ex Déségl.
- Mentha × gentilis var. acutifolia (Sm.) W.D.J.Koch
- Mentha × glabra Topitz
- Mentha × grazensis Heinr.Braun
- Mentha × grosseserrata Topitz
- Mentha × hardeggensis Heinr.Braun
- Mentha × heleonastes Heinr.Braun
- Mentha hirsuta var. cruciata Becker
- Mentha × hostii var. oblongifrons Borbás ex Heinr.Braun
- Mentha × interrupta Opiz ex Strail
- Mentha × inundata Opiz ex Strail
- Mentha × kerneri f. acutifolia (Sm.) Topitz
- Mentha × latissima Strail
- Mentha × libertiana Strail
- Mentha × melissoides Malinv.
- Mentha × montana Host
- Mentha × motolensis Opiz
- Mentha × nitida Host
- Mentha × nitida var. eschfaelleri Heinr.Braun
- Mentha × nudiceps Borbás
- Mentha × nusleensis Opiz
- Mentha × obtusecrenatoserrata Strail
- Mentha × orbiculata (Wirtg.) Strail
- Mentha × ovalifolia Opiz
- Mentha palustris var. plicata Strail
- Mentha × parviflora Schultz
- Mentha × peduncularis Boreau
- Mentha × pilosa Spreng.
- Mentha × plicata Nees ex Malinv.
- Mentha × pluriglobula Borbás
- Mentha × prachinensis Opiz
- Mentha × pseudostachya Strail
- Mentha × rhomboidea Strail
- Mentha × rivalis Sole
- Mentha × rubescens Topitz & Heinr.Braun
- Mentha × rubrohirta Lej. & Courtois
- Mentha × sativa L.
- Mentha × sativa subsp. acutifolia (Sm.) Briq.
- Mentha sativa var. amplissima T. Durand
- Mentha × sativa var. hirsuta W.D.J.Koch
- Mentha × sativa subsp. latifolia Briq.
- Mentha × sativa f. latifolia Pérard
- Mentha × sativa var. melissifolia Lej. & Courtois
- Mentha × sativa var. orbiculata Wirtg.
- Mentha × sativa var. paludosa Lej. & Courtois
- Mentha × sativa var. parviflora (Schultz) W.D.J.Koch
- Mentha × sativa var. vulgaris W.D.J.Koch
- Mentha × schleicheri Opiz
- Mentha × sciaphila Heinr.Braun
- Mentha × serotina Host
- Mentha × similata Strail
- Mentha × speckmoseriana Opiz
- Mentha × statenicensis Opiz
- Mentha × statenicensis var. acutiserrata (Opiz) Heinr.Braun
- Mentha × stricta Stokes
- Mentha × subalpina Topitz
- Mentha subspicata var. fluviatilis Heinr.Braun
- Mentha subspicata var. nudiceps (Borbás) Heinr.Braun
- Mentha × sudetica Opiz ex Déségl.
- Mentha × tortuosa Host
- Mentha × valdepilosa Heinr.Braun
- Mentha × verticillata var. acutifolia (Sm.) Heinr.Braun
- Mentha × verticillata subsp. acutifolia (Sm.) Briq.
- Mentha × verticillata f. alluta Topitz
- Mentha × verticillata f. austiana (Heinr.Braun) Topitz
- Mentha × verticillata var. ballotifolia (Opiz) Heinr.Braun
- Mentha × verticillata f. ballotifolia (Opiz) Topitz
- Mentha × verticillata var. calaminthifolia Topitz
- Mentha × verticillata f. calaminthoides (Heinr.Braun) Topitz
- Mentha × verticillata f. circonensis Topitz
- Mentha × verticillata var. coenogena Topitz
- Mentha × verticillata var. concavidens Briq.
- Mentha × verticillata f. conspicua Topitz
- Mentha × verticillata f. convexidentata Topitz
- Mentha × verticillata f. cordibasea Topitz
- Mentha × verticillata var. crenata Heinr.Braun
- Mentha × verticillata var. crispifoliata Topitz
- Mentha × verticillata var. cruciata (Becker) Briq.
- Mentha × verticillata f. danubialis Topitz
- Mentha × verticillata var. diversifolia (Dumort.) Briq.
- Mentha × verticillata f. diversifrons Topitz
- Mentha × verticillata var. dorealis Topitz
- Mentha × verticillata f. elaia Topitz
- Mentha × verticillata var. elata (Host) Heinr.Braun
- Mentha × verticillata var. fallax (Pérard ex Déségl.) Briq.
- Mentha × verticillata f. fallax (Pérard ex Déségl.) Topitz
- Mentha × verticillata var. frequentidens Briq.
- Mentha × verticillata f. granitzensis Topitz
- Mentha × verticillata f. grazensis (Heinr.Braun) Topitz
- Mentha × verticillata f. hardeggensis (Heinr.Braun) Topitz
- Mentha × verticillata var. hygrophila Topitz
- Mentha × verticillata var. hylodes Topitz
- Mentha × verticillata var. ilyocola Topitz
- Mentha × verticillata var. jahniana Topitz
- Mentha × verticillata var. juvaviana Topitz
- Mentha × verticillata f. lacustris Topitz
- Mentha × verticillata var. latissima Topitz
- Mentha × verticillata var. leiomischos Briq.
- Mentha × verticillata f. loiana Topitz
- Mentha × verticillata f. longipedunculata Pérard
- Mentha × verticillata f. longiramula Topitz
- Mentha × verticillata f. micranthera Topitz
- Mentha × verticillata var. montana (Host) Rouy
- Mentha × verticillata f. motolensis Topitz
- Mentha × verticillata var. nitida (Host) Heinr.Braun
- Mentha × verticillata f. nudiceps (Borbás) Topitz
- Mentha × verticillata var. odorata Briq.
- Mentha × verticillata f. oenoidea Topitz
- Mentha × verticillata f. oligodonta Topitz
- Mentha × verticillata var. orbiculata Briq.
- Mentha × verticillata var. ovalifolia (Opiz) Heinr.Braun
- Mentha × verticillata var. ovatifolia Topitz
- Mentha × verticillata var. parviflora (Schultz) Heinr.Braun
- Mentha × verticillata f. parvula Topitz
- Mentha × verticillata f. peduncularis (Boreau) Topitz
- Mentha × verticillata var. peduncularis (Boreau) Rouy
- Mentha × verticillata var. permanens Topitz
- Mentha × verticillata var. perpedicellata Topitz
- Mentha × verticillata var. pilosa (Spreng.) Heinr.Braun
- Mentha × verticillata f. pilosa (Spreng.) Topitz
- Mentha × verticillata f. pluriglobula (Borbás) Jankovic
- Mentha × verticillata var. pluriglobula (Borbás) Hayek
- Mentha × verticillata var. prachinensis (Opiz) Topitz
- Mentha × verticillata f. procera Topitz
- Mentha × verticillata f. prodonta Topitz
- Mentha × verticillata f. pseudocrispa Topitz
- Mentha × verticillata f. pseudolucorum Topitz
- Mentha × verticillata f. pustariensis Topitz
- Mentha × verticillata f. pycnodonta Topitz
- Mentha × verticillata f. pycnophylloides Topitz
- Mentha × verticillata f. raridens Topitz
- Mentha × verticillata f. rechingeri Topitz
- Mentha × verticillata var. rivalis (Sole) Briq.
- Mentha × verticillata f. rivularis Topitz
- Mentha × verticillata f. rubrohirta (Lej. & Courtois) Topitz
- Mentha × verticillata var. serotina Topitz
- Mentha × verticillata f. spaniodonta Topitz
- Mentha × verticillata var. speckmoseriana (Opiz) Briq.
- Mentha × verticillata f. statenicensis (Opiz) Topitz
- Mentha × verticillata f. substantenicensis Topitz
- Mentha × verticillata var. tortuosa (Host) Topitz
- Mentha × verticillata f. trichomischos Topitz
- Mentha × verticillata var. turczaninowii Briq.
- Mentha × verticillata var. weidenhofferi (Opiz) Heinr.Braun
- Mentha × vinacea Heinr.Braun
- Mentha × weidenhofferi Opiz
- Mentha × yvesii Sennen
- Mentha × zabichlicensis Opiz ex Heinr.Braun

Sinonimi dell'ibrido Mentha x dalmatica
- Mentha × allophylla (Topitz) Trautm.
- Mentha × andersoniana Heinr.Braun
- Mentha arvensis f. gnaphaliflora (Borbás & Heinr.Braun) Topitz
- Mentha × bihariensis Borbás
- Mentha × borbasiana Briq.
- Mentha × calaminthiformis Borbás ex Briq.
- Mentha × cheuchisensis Prodán
- Mentha × chrysii Borbás ex Heinr.Braun
- Mentha × cinerascens Heinr.Braun
- Mentha × dalmatica var. cinerascens (Heinr.Braun) Topitz
- Mentha × dalmatica var. fenzliana Briq.
- Mentha × dalmatica var. juranyiana (Borbás) Topitz
- Mentha × dalmatica f. petrakii (Heinr.Braun) Topitz
- Mentha × dalmatica var. stachyoides (Host) Topitz
- Mentha × dalmatica f. thuringiaca (Heinr.Braun & Topitz) Topitz
- Mentha × dalmatica var. trichodes Briq.
- Mentha × dalmatica f. virgata (Heinr.Braun) Jankovic
- Mentha × fenzliana Heinr.Braun
- Mentha × frivaldskyana Borbás
- Mentha × frondosa Borbás
- Mentha × gnaphaliflora Borbás & Heinr.Braun
- Mentha × haynaldiana Borbás
- Mentha × iraziana Borbás ex Heinr.Braun
- Mentha × juranyiana Borbás
- Mentha × kerneri Topitz
- Mentha × kerneri var. abruptiflora Prodán
- Mentha × kerneri var. allophylla Topitz
- Mentha × kerneri f. alluvialis Topitz
- Mentha × kerneri var. andersoniana (Heinr.Braun) Topitz
- Mentha × kerneri f. apiculata Topitz
- Mentha × kerneri var. asperifolia Topitz
- Mentha × kerneri var. bazargiciensis Prodán
- Mentha × kerneri var. bihariensis (Borbás) Topitz
- Mentha × kerneri var. borzaeana Prodán
- Mentha × kerneri var. calaminthiformis (Borbás ex Briq.) Topitz
- Mentha × kerneri var. castriferrensis Topitz
- Mentha × kerneri var. cheuchisensis Prodán
- Mentha × kerneri var. chrysii (Borbás ex Heinr.Braun) Topitz
- Mentha × kerneri var. cibiniensis Topitz
- Mentha × kerneri var. cinerascens (Heinr.Braun) Prodán
- Mentha × kerneri var dalmatica (Tausch) Topitz
- Mentha × kerneri var. degenii Topitz
- Mentha × kerneri var. dejensis Prodán
- Mentha × kerneri f. dubia Prodán
- Mentha × kerneri var. fortinata Prodán
- Mentha × kerneri var. frondosa (Borbás) Topitz
- Mentha × kerneri f. ganderi Topitz
- Mentha × kerneri var. gnaphaliflora (Borbás & Heinr.Braun) Topitz
- Mentha × kerneri var. grandissima Prodán
- Mentha × kerneri var. haynaldiana (Borbás) Topitz
- Mentha × kerneri var. iaurinensis Topitz
- Mentha × kerneri var. iraziana (Borbás ex Heinr.Braun) Topitz
- Mentha × kerneri var. juranyiana (Borbás) Topitz
- Mentha × kerneri var. lachnopoa Topitz
- Mentha × kerneri var. limonia Topitz
- Mentha × kerneri f. macrandria (Borbás ex Heinr.Braun) Topitz
- Mentha × kerneri var. mucronulata Topitz
- Mentha × kerneri f. mucronulata (Topitz) Topitz
- Mentha × kerneri f. naszodensis Topitz
- Mentha × kerneri var. peracuta (Borbás) Topitz
- Mentha × kerneri f. peracutiformis Prodán
- Mentha × kerneri var. petrakii (Heinr.Braun) Topitz
- Mentha × kerneri f. phlomoides Topitz
- Mentha × kerneri var. pycnotricha (Borbás ex Heinr.Braun) Topitz
- Mentha × kerneri var. rhapidocea Topitz
- Mentha × kerneri f. robusta Prodán
- Mentha × kerneri f. rubiginosa Topitz
- Mentha × kerneri var. sabranskyi Topitz
- Mentha × kerneri var. saftae Prodán
- Mentha × kerneri var. skofitziana (A.Kern.) Topitz
- Mentha × kerneri var. solacolui Prodán
- Mentha × kerneri var. stachyoides (Host) Topitz
- Mentha × kerneri f. steffekiana (Borbás & Waisb.) Topitz
- Mentha × kerneri var. streblocaulis Topitz
- Mentha × kerneri var. teodorescui Prodán
- Mentha × kerneri f. thuringiaca (Heinr.Braun & Topitz) Topitz
- Mentha × kerneri var. transsilvanica Topitz
- Mentha × kerneri var. vascauensis Prodán
- Mentha × krapinensis Heinr.Braun
- Mentha × levipes Borbás
- Mentha × macrandria Borbás ex Heinr.Braun
- Mentha × macrostemma Borbás ex Heinr.Braun
- Mentha × muelleriana subsp. stachyoides (Host) Briq.
- Mentha × pancicii Heinr.Braun
- Mentha × peracuta Borbás
- Mentha × petrakii Heinr.Braun
- Mentha × phyllostachya Borbás ex Heinr.Braun
- Mentha × pycnotricha Borbás ex Heinr.Braun
- Mentha × skofitziana A.Kern.
- Mentha × stachyoides Host
- Mentha × steffekiana Borbás & Waisb.
- Mentha × suaviflora Heinr.Braun
- Mentha × suavifolia Heinr.Braun
- Mentha × subarvensis Simonk.
- Mentha × subreversa Simonk.
- Mentha × thuringiaca Heinr.Braun & Topitz
- Mentha × virgata Heinr.Braun
- Mentha × wiesbaurii Heinr.Braun

Sinonimi dell'ibrido Mentha x carinthiaca
- Mentha arvensis var. micrantha F.W.Schultz
- Mentha arvensis var. palatina F.W.Schultz
- Mentha arvensis var. scordiastrum (F.W.Schultz ex Malinv.) Nyman
- Mentha arvensis var. scribae (F.W.Schultz) Heinr.Braun
- Mentha × brutteletii Malinv. ex Strail
- Mentha × carinthiaca var. brutteletii (Malinv. ex Strail) Topitz
- Mentha × carinthiaca var. dictyophylla Topitz
- Mentha × carinthiaca var. diespasmena Topitz
- Mentha × carinthiaca var. micrantha (F.W.Schultz) Briq.
- Mentha × carinthiaca var. submollis (Heinr.Braun) Topitz
- Mentha × carinthiaca var. subtomentosa (Strail) Briq.
- Mentha × carinthiaca var. triemarginata (Strail) Briq.
- Mentha × carniolica Host
- Mentha × malinvaldii E.G.Camus
- Mentha × muelleriana F.W.Schultz
- Mentha × muelleriana subsp. micrantha (F.W.Schultz) Briq.
- Mentha × palatina (F.W.Schultz) F.W.Schultz
- Mentha × palatina var. scribae (F.W.Schultz) Heinr.Braun
- Mentha palustris var. pauciflora Strail
- Mentha × pyrenaica Heinr.Braun
- Mentha quadica Heinr.Braun
- Mentha × ramosissima Heinr.Braun
- Mentha × schultziana Topitz
- Mentha × schultziana f. angustata Topitz
- Mentha × schultziana var. brutteletii (Malinv. ex Strail) Topitz
- Mentha × schultziana var. carniolica (Host) Topitz
- Mentha × schultziana var. dictyophylla Topitz
- Mentha × schultziana var. diespasmena (Topitz) Topitz
- Mentha × schultziana f. goritziana Topitz
- Mentha × schultziana var. isarensis Topitz
- Mentha × schultziana f. malinvaldii Topitz
- Mentha schultziana var. micrantha (F.W.Schultz) Topitz
- Mentha × schultziana var. muelleriana (F.W.Schultz) Topitz
- Mentha × schultziana f. palatina (F.W.Schultz) Topitz
- Mentha × schultziana var. pyrenaica (Heinr.Braun) Topitz
- Mentha × schultziana f. ramosissima Topitz
- Mentha × schultziana f. scordiastrum (F.W.Schultz ex Malinv.) Topitz
- Mentha × schultziana var. scribae (F.W.Schultz) Topitz
- Mentha × schultziana var. submollis (Heinr.Braun) Topitz
- Mentha × schultziana var. triemarginata (Strail) Topitz
- Mentha × schultziana var. wohlwerthiana (F.W.Schultz) Topitz
- Mentha × scordiastrum F.W.Schultz ex Malinv.
- Mentha × scordiastrum var. brutteletii (Malinv. ex Strail) Heinr.Braun
- Mentha × scribae F.W.Schultz
- Mentha × stachyoides var. malinvaldii (E.G.Camus) Rouy
- Mentha × stachyoides var. muelleriana (F.W.Schultz) Rouy
- Mentha × stachyoides var. scordiastrum (F.W.Schultz ex Malinv.) Rouy
- Mentha × stachyoides var. wohlwerthiana (F.W.Schultz) Rouy
- Mentha × submollis Heinr.Braun
- Mentha × subtomentosa (Strail) Strail
- Mentha × triemarginata Strail
- Mentha × triemarginata var. subtomentosa Strail
- Mentha × wohlwerthiana F.W.Schultz

Sinonimi dell'ibrido Mentha x gentilis
- Mentha × acutifolia Rabenh.
- Mentha × agardhiana Fr.
- Mentha × arrhenii H.Lindb.
- Mentha arvensis var. gracilis (Sole) Nyman
- Mentha arvensis var. pauliana (F.W.Schultz) Nyman
- Mentha × beckeri Heinr.Braun
- Mentha × calvescens Heinr.Braun
- Mentha × cantalica Hérib.
- Mentha × cardiaca var. kmetiana Heinr.Braun
- Mentha × cardiaca var. pergracilis Heinr.Braun
- Mentha × ciliata Opiz ex Fresen.
- Mentha × cinerea Opiz
- Mentha × crepiniana T.Durand
- Mentha × cruciata Opiz ex Steud.
- Mentha × dentata Moench
- Mentha × dentata var. agraria (Opiz ex Fresen.) Heinr.Braun
- Mentha × elegans Lej.
- Mentha × elliptica Lej.
- Mentha × elliptica var. variegata (Sole) Heinr.Braun
- Mentha × gentilis var. agardhiana (Fr.) Nyman
- Mentha × gentilis var. arrhenii (H.Lindb.) Hyl.
- Mentha × gentilis f. beckeriana Topitz
- Mentha × gentilis var. cacosma Topitz
- Mentha × gentilis subsp. cardiaca (Baker) Briq.
- Mentha × gentilis var. cardiaca (Baker) Briq.
- Mentha × gentilis var. ciliata Briq.
- Mentha × gentilis var. crispa (Benth.) W.D.J.Koch
- Mentha × gentilis var. cuneifolia Lej. & Courtois
- Mentha × gentilis var. elliptica (Lej.) Briq.
- Mentha × gentilis var. friesii Briq.
- Mentha × gentilis f. geniata Topitz
- Mentha × gentilis var. gracilis (Sole) Briq.
- Mentha × gentilis var. grata (Host) Briq.
- Mentha × gentilis f. gratiosa Topitz
- Mentha × gentilis f. hackenbruckii Topitz
- Mentha × gentilis var. heleogeton (Heinr.Braun) Topitz
- Mentha × gentilis f. hercynica Topitz
- Mentha × gentilis var. hortensis Nyman
- Mentha × gentilis var. kmetiana (Heinr.Braun) Topitz
- Mentha × gentilis var. legitima Lej. & Courtois
- Mentha × gentilis f. nemoricola Topitz
- Mentha × gentilis var. ovata Lej. & Courtois
- Mentha × gentilis subsp. pauliana (F.W.Schultz) Briq.
- Mentha × gentilis var. pauliana (F.W.Schultz) Strail
- Mentha × gentilis var. pratensis (Sole) Nyman
- Mentha × gentilis subsp. pratensis (Sole) Briq.
- Mentha × gentilis f. pseudorubra Topitz
- Mentha × gentilis var. pugetii (Pérard) Nyman
- Mentha × gentilis var. reichenbachii Briq.
- Mentha × gentilis var. resinosa (Opiz) Topitz
- Mentha × gentilis subsp. rubra Nyman
- Mentha × gentilis f. scandica Topitz
- Mentha × gentilis var. schierliana Topitz
- Mentha × gentilis var. stricta Topitz
- Mentha × gentilis var. variegata (Sole) Sm.
- Mentha × gentilis var. vesana Lej. & Courtois
- Mentha × gracilis Sole
- Mentha × grata Host
- Mentha × grata var. variegata (Sole) Heinr.Braun
- Mentha × heleogeton Heinr.Braun
- Mentha × hortensis Tausch ex W.D.J.Koch
- Mentha × pauciflora Figert
- Mentha × pauliana F.W.Schultz
- Mentha × perdentata Heinr.Braun
- Mentha × postelbergensis Opiz
- Mentha × pratensis Sole
- Mentha × pratensis var. crispa Benth.
- Mentha × pugetii Pérard
- Mentha × resinosa Opiz
- Mentha × rhomboidifolia Pérard
- Mentha × rubra var. crepiniana (T.Durand) Heinr.Braun
- Mentha × sarntheinii Heinr.Braun ex Dalla Torre & Sarnth.
- Mentha × strailii T.Durand
- Mentha × stricta Becker ex Rchb.
- Mentha × subgentilis Heinr.Braun
- Mentha × subundulata Borbás
- Mentha × variegata Sole
- Mentha variegata Sole
- Mentha × vegeta Baker
- Mentha × vesana (Lej. & Courtois) Dalla Torre & Sarnth.

Sinonimi dell'ibrido Mentha x smithiana
- Mentha aquatica var. rubra (Benth.) G.Mey.
- Mentha arvensis var. rubra Benth.
- Mentha × rubra Sm.
- Mentha × rubra var. laevifolia Briq.
- Mentha × rubra var. laxiceps Briq.
- Mentha × rubra var. raripila Briq.
- Mentha × rubra var. stricta Heinr.Braun
- Mentha × rubra var. wirtgeniana (F.W.Schultz) Heinr.Braun
- Mentha × rubra subsp. wirtgeniana (F.W.Schultz) Briq.
- Mentha × rubra var. wirtgeniana (F.W.Schultz) Rouy
- Mentha × rubra var. wuerlii (Opiz) Topitz
- Mentha × sativa var. rubra (Benth.) Nyman
- Mentha × wirtgeniana F.W.Schultz
- Mentha × wuerlii Opiz

### Specie simili
Le specie principali del genere Mentha, presenti sul territorio italiano, sono abbastanza simili. La tabella seguente mette a confronto alcuni dei caratteri più significativi di queste specie.
| Specie        | Massima altezza | Foglie (ancoraggio al fusto; forma della lamina; massima lunghezza) | Tipo infiorescenza                                                                                     | Struttura del calice |
| ------------- | --------------- | ------------------------------------------------------------------- | --- | -------------------- |
| M. aquatica   | 90 cm           | Picciolate; da ovali a lanceolate; 9 cm                             | Uno o due teste emisferiche senza foglie                                                               | Attinomorfa          |
| M. arvensis   | 40 cm           | Picciolate; largamente ovate; 5 cm                                  | Verticillastri alla base di una coppia di foglie molto più lunghe dell'infiorescenza                   | Attinomorfa          |
| M. longifolia | 100 cm          | Sessili; lanceolate; 9 cm                                           | Diverse infiorescenze ramose con teste allungate su steli verdi                                        | Attinomorfa          |
| M. pulegium   | 50 cm           | Picciolate; lanceolate-lineari; 2 cm                                | Diversi verticillastri subsferici alla base di una coppia di foglie poco più lunghe dell'infiorescenza | Più o meno bilabiata |
| M. spicata    | 100 cm          | Sessili; lanceolate e acute; 9 cm                                   | Diverse infiorescenze ramose con teste allungate su steli rossastri                                    | Attinomorfa          |
| M. suaveolens | 60 cm           | Sessili; da ovate a subrotonde; 4,5 cm                              | Diverse infiorescenze ramose con teste allungate e ravvicinate                                         | Attinomorfa          |

## Usi

### Farmacia
Secondo la medicina popolare questa pianta ha le seguenti proprietà medicamentose:
- antiflogistico (guarisce dagli stati infiammatori);
- antisettica (proprietà di impedire o rallentare lo sviluppo dei microbi);
- antispasmodica (attenua gli spasmi muscolari, e rilassa anche il sistema nervoso);
- carminativa (favorisce la fuoriuscita dei gas intestinali);
- diaforetica (agevola la traspirazione cutanea);
- emetica (utile in caso di avvelenamento in quanto provoca il vomito);
- febbrifuga (abbassa la temperatura corporea);
- galattogoga (aumenta la secrezione lattea);
- stimolante (rinvigorisce e attiva il sistema nervoso e vascolare);
- stomachica (agevola la funzione digestiva).

### Cucina
Le parti edibili sono le foglie (crude o cotte) con le quali si può fare un infuso, oppure possono essere usate come condimento o spezia.